# Paasikivi-Kekkonen-Doktrin

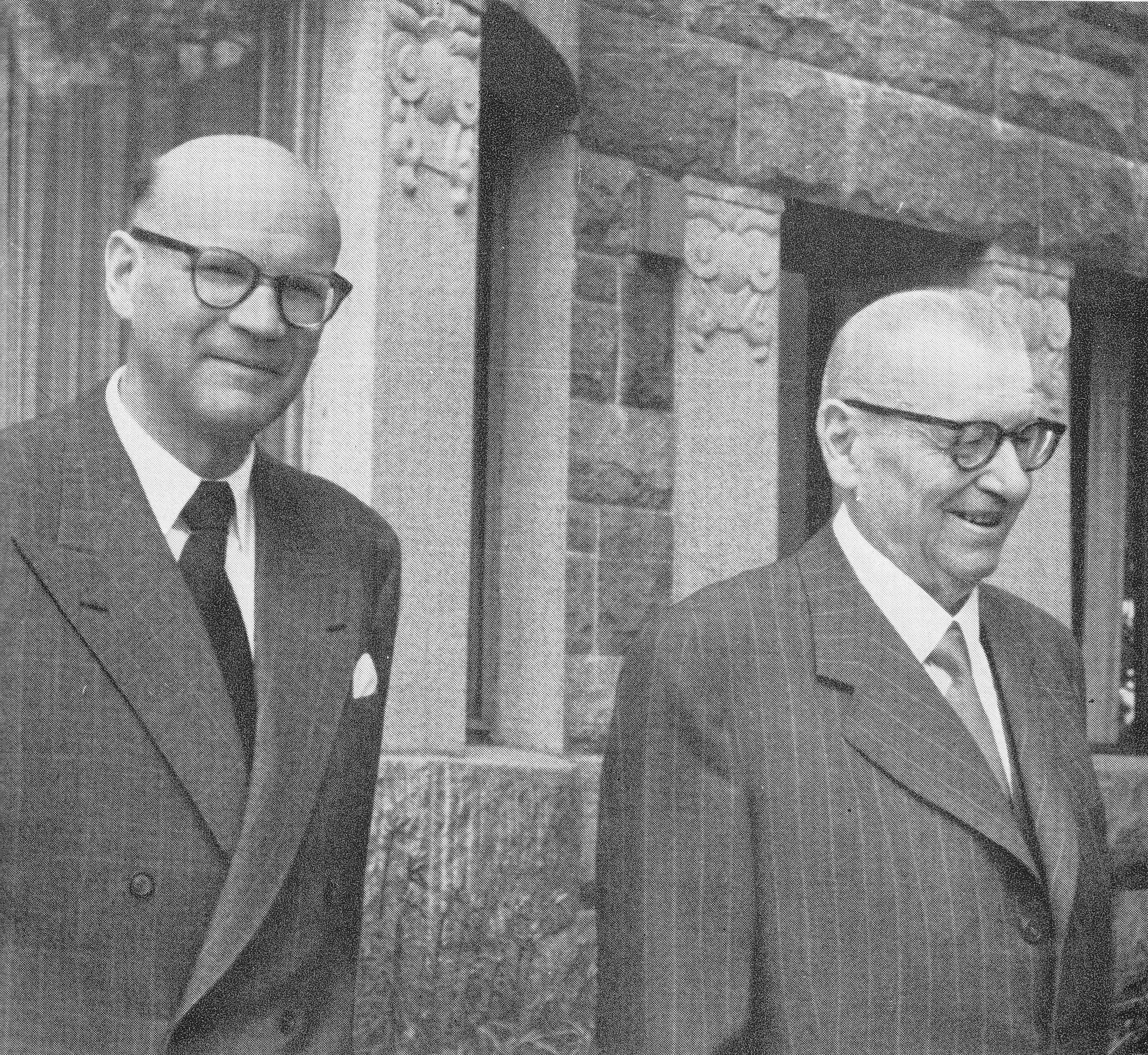
Urho Kekkonen (links) und Juho Paasikivi, 1955

Die Paasikivi-Kekkonen-Doktrin (finnisch Paasikiven–Kekkosen linja, schwedisch Paasikivi–Kekkonen-linjen) war eine außenpolitische Doktrin, die vom finnischen Präsidenten Juho Kusti Paasikivi aufgestellt und von seinem Nachfolger Urho Kekkonen fortgesetzt wurde. Durch sie sollte das Überleben Finnlands als unabhängiges, souveränes, demokratisches und kapitalistisches Land in unmittelbarer Nähe der Sowjetunion gewährleistet werden.

## Entwicklung
Nach dem Friedensvertrag mit der Sowjetunion vom 10. Februar 1947 wurden die Geländegewinne der Sowjetunion nach dem Winterkrieg bestätigt (Ostkarelien). Zusätzlich zu den im Frieden von Moskau vereinbarten Bedingungen wurde Finnland nun außerdem verpflichtet, die Größe seines Militärs zu beschränken, den Distrikt Petsamo (und damit seinen Zugang zur Barentssee) an die Sowjetunion abzutreten und Reparationen in Höhe von 300 Millionen Golddollar zu leisten. In Finnland interpretierte man diese Ergebnisse als einen Verrat durch die Westmächte.
Zur Sicherung der Unabhängigkeit schlossen Finnland und die Sowjetunion den  Finnisch-Sowjetischen Vertrag von 1948. Hier wurde die außenpolitische Ausrichtung Finnlands festgelegt, inklusive eines finnisch-russischen Beistandsabkommens. Zumindest die innenpolitische Unabhängigkeit konnte gewahrt und der Eintritt Finnlands in den Warschauer Pakt vermieden werden. Der Vertrag wurde in den Jahren 1955, 1970 und 1983 jeweils für 20 Jahre bestätigt.
Nach dem Untergang der Sowjetunion verhielt sich Finnland betont vorsichtig, kündigte jedoch die beschränkenden Verträge der 1940er-Jahre. Die Zusammenarbeit mit Russland wurde durch eine Reihe von Kooperations- und Handelsabkommen geregelt. Inoffiziell unterstützte Finnland die Westeinbindung der baltischen Staaten. Im Jahr 1995 trat Finnland der Europäischen Union und 1999 der Eurozone bei.
In Anbetracht einer zunehmend als aggressiv wahrgenommenen Außenpolitik Russlands stellte der finnische Präsident Sauli Niinistö die Doktrin in Frage. In der finnischen Öffentlichkeit wurde vermehrt ein NATO-Beitritt diskutiert. 2023 trat Finnland nach der russischen Invasion der Ukraine schließlich der NATO bei.